# Antonio La Pergola
Antonio La Pergola (Bronte, 13 novembre 1931 – Roma, 18 luglio 2007) è stato un politico e giurista italiano.

## Biografia

### Attività accademica
Antonio La Pergola ha sempre dedicato alla causa dell'integrazione europea il suo impegno di giurista e l'esperienza acquisita in varie sedi del servizio pubblico. Autore di molti scritti in materia, professore ordinario di diritto costituzionale e pubblico prima nelle Università di Padova e successivamente in quelle di Bologna e di Roma "La Sapienza", è stato anche visiting professor in università straniere ed è stato insignito di molteplici lauree honoris causa, del titolo di professore onorario e di altri riconoscimenti internazionali, anche in considerazione del contributo recato ai problemi giuridici dell'integrazione sovranazionale.

### Attività politica e giuridica in Italia
La Pergola è stato direttore dell'istituto di studi regionali presso il CNR; membro del Consiglio Superiore della Magistratura (1976 - 1978); giudice della Corte costituzionale, relatore per sentenze salienti nell'assetto dei rapporti tra diritto comunitario e diritto interno (1978 - 1986) e poi Presidente della stessa Corte (1986 - 1987).
Diviene poi Ministro per il coordinamento delle politiche comunitarie (1987 - 1989), e relatore della legge sull'attuazione degli obblighi derivanti dall'appartenenza dell'Italia alle Comunità europee (1986 - 1989); membro del Parlamento europeo ed ivi presidente della Commissione per la ricerca scientifica e la cultura (1989 - 1994).
Nel 1994 è stato membro della Commissione governativa dei cosiddetti "tre saggi" incaricati di elaborare una soluzione legislativa ai problemi del conflitto d'interessi tra l'attività di governo e le proprietà ed incarichi personali del presidente del Consiglio dei Ministri Silvio Berlusconi.

### Attività giurisprudenziale europea
Giudice e poi Avvocato generale della Corte di Giustizia delle Comunità Europee (dal 1994 al 2006), in quest'ultimo ruolo egli ha avuto modo di occuparsi di una larghissima serie di questioni concernenti l'osservanza e l'interpretazione dei trattati istitutivi delle Comunità e dell'Unione e della normativa da essi derivata.
Nel Consiglio d'Europa ed in altre sedi internazionali egli è stato chiamato a far parte di organismi di esperti per lo studio di problemi giuridici (Commissione Badinter per l'istituzione della Corte di arbitrato e conciliazione; Commissione Kissinger e Lord Carrington di mediatori costituzionali, per la fine dell'apartheid in Sudafrica; Comitato di saggi per la ristrutturazione del Consiglio d'Europa); nonché a presiedere la Commissione di Venezia per l'assistenza costituzionale alle nuove democrazie dell'Europa centrale.

### Presidenza IPZS
La Pergola, dal 2006 fino alla sua scomparsa nel 2007, è stato presidente dell'Istituto Poligrafico e Zecca dello Stato.